# Tom Boonen
Tom Boonen (1980. október 15. –) belga profi kerékpáros, jelenleg a Quick Step csapat versenyzje. 2005-ben világbajnok lett, és elnyerte az év belga sportolója címet. A 2007-es Tour de France pontversenyének győztese.
2017-ben visszavonult a versenyzéstől.

## Külső hivatkozások
- Hivatalos honlapja